# Отто-Ернст Оттенбахер
Отто-Ернст Оттенбахер (нім. Otto-Ernst Ottenbacher; 18 листопада 1888, Есслінген-ам-Неккар, Вюртемберзьке королівство — 7 січня 1975, Штутгарт) — німецький воєначальник часів Третього Рейху, генерал-лейтенант (1941) Вермахту. Кавалер Лицарського хреста (1941). Учасник Першої та Другої світових війн.

## Біографія
Військова кар'єра
- 29 червня 1907 — фанен-юнкер
- 19 листопада 1908 — лейтенант
- 24 грудня 1914 — обер-лейтенант
- 18 серпня 1916 — гауптман
- 1 травня 1929 — майор
- 1 жовтня 1933 — оберст-лейтенант
- 1 серпня 1935 — оберст
- 1 квітня 1939 — генерал-майор
- 1 березня 1941 — генерал-лейтенант

Отто-Ернст Оттенбахер народився 18 листопада 1888 року в місті Есслінген-ам-Неккар у Вюртемберзькому королівстві Німецької імперії. 29 червня 1907 року поступив на військову службу фанен-юнкером до 3-го (121-го) піхотного полку армії Вюртемберга. 19 листопада 1908 року отримав військове звання лейтенант.
У складі піхотних підрозділів свого полку бився за часів першої світової війни на Західному фронті, бої на кордоні, біг до моря, в Арденнах. З зими 1914 року перекинутий на Східний фронт, бився в Польщі, потім, коли 26-ту дивізію перекинули на Балкани, брав участь у боях на Сербському фронті.
У подальшому знову воював на Західному фронті, бої на річці Сомма, біля Аррасу. За бойові заслуги нагороджений низкою орденів та медалей. Був поранений.
Після війни залишився в лавах збройних сил Веймарської республіки, проходив службу на різних командних та штабних посадах. 1 жовтня 1934 року призначений на посаду командира 54-го піхотного полку.
Командував дивізією № 177, з 25 жовтня 1940 року командир 36-ї піхотної дивізії, яка невдовзі була переформована на 36-у моторизовану дивізію. На чолі цієї дивізії брав участь у німецько-радянській війні, його з'єднання діяло на північному фланзі фронту, бої в Балтійських країнах, під Ленінградом, восени 1941 року дивізію перекинули до групи армій «Центр», де вона билась під Москвою.
У жовтні 1941 року під час боїв під Калініним, літак зв'язку генерала О.-Е.Оттенбахер був збитий радянськими винищувачами й здійснив аварійну посадку. У наслідок пожежі на борту літака, він дістав серйозних опіків та був відправлений на лікування до Німеччини.
13 січня 1942 року генерала О. -Е. Оттенбахер призначили командувати XIII армійським корпусом, але вже у квітні 1942 року його вивели до резерву й літом призначили на другорядну посаду до окупованої Франції в регіон Дордонь.

## Нагороди
- Залізний хрест 2-го і 1-го класу
- Орден Альберта (Саксонія), лицарський хрест 2-го класу з мечами
- Орден Фрідріха (Вюртемберг), лицарський хрест 1-го класу з мечами
- Орден «За військові заслуги» (Вюртемберг), лицарський хрест
- Хрест «За військові заслуги» (Австро-Угорщина) 3-го класу з військовою відзнакою
- Нагрудний знак «За поранення» в чорному
- Почесний хрест ветерана війни з мечами
- Медаль «За вислугу років у Вермахті» 4-го, 3-го, 2-го і 1-го класу (25 років)
- Застібка до Залізного хреста 2-го і 1-го класу
- Лицарський хрест Залізного хреста (13 серпня 1941)